# Генеральное консульство Российской Федерации в Турку
Генера́льное ко́нсульство Росси́йской Федера́ции в г. Ту́рку (фин. Venäjän Federaation pääkonsulaatti Turussa; швед. Den Ryska Federationen Konsulatet i Åbo) — консульское учреждение Министерства иностранных дел России в Финляндской Республике, осуществляющее консульские функции на территории города Турку и региона юго-западной Финляндии.
Расположено во II районе в центральной части города Турку, у подножия холма Вартиовуори по адресу Вартиовуоренкату, 2 (Vartiovuorenkatu).
По решению финских властей, с 1 октября 2023 г. Генконсульство РФ в Турку будет закрыто.

## История
В декабре 1966 года СССР открыл в городе Турку Генеральное консульство. Для этих целей было использовано здание, построенное и состоящее на балансе городской администрации и арендованное на основании дипломатического договора между СССР и Финляндией.

### Генеральные консулы России в Турку
| ФИО                             | Дата назначения | Дата освобождения | Примечания  |
| ------------------------------- | --------------- | ----------------- | ----------- |
| Паузин Лев Николаевич           | 1997            | 2001              |             |
| Розанов Вадим Вадимович         | 2001            | 2005              |             |
| Сафронов Александр Ванцеттиевич | 2005            | 2009              |             |
| Сверчков Александр Борисович    | 2009            | 2014              |             |
| Хуснитдинов Зуфар Азадович      | 19.09.2014      | 19.09.2017        | [ 2 ] [ 3 ] |
| Гремитских Александр Юрьевич    | 20.09.2017      | октябрь 2021      | [ 4 ]       |
| Плихин Пётр Генрихович          | ноябрь 2021     |                   |             |

### Реквизиты
- Адрес: Vartiovuorenkatu, 2 Turku 20700 Suomi / Finland
- Телефон: +358 (2) 244 64 41 (дежурный)
- Факс: +358 (2) 231 97 79
- E-mail: rusconsul.turku@co.inet.fi
- Прием: на буднях с 09:00 до 11:30 (дополнительно вторник с 14:00 до 16:00)
- С 1 марта 2010 г. по просьбе посетителей введена предварительная запись для приема документов на получение паспортов, оформление ЗАГСа и нотариата (тел. 244 64 41 с 09:00 до 12:00).

Рядом с территорией консульства с 2001 по 2022 год действовала Успенская церковь, входившая в структуру патриарших приходов в Финляндии.

### Закрытие консульства
19 июля 2023 года президент Финляндии Саули Ниинистё и министерский комитет по вопросам внешней политики и политики безопасности постановили о закрытии российского Генконсульства в Турку с 1.10.2023 в ответ на закрытие Генерального консульства Финляндии в Санкт-Петербурге. В тот же день мэр города Турку Минна Арве сообщила, что Турку отменяет право Генконсульства России на эксплуатацию коттеджа на острове Какскерта. Сотрудники консульства пользовались коттеджем бесплатно в течение десятилетий. Город Турку оплачивал арендную плату в размере около 10 000 евро в год.